# Oldřich II. Celjský
Oldřich II. Celjský (slovinsky Ulrik II. Celjski, maďarsky Cillei Ulrik, německy Ulrich II. von Cilli, 16. února 1406 – 9. listopadu 1456 Bělehrad) byl šlechticem pocházejícím z oblasti dnešního Slovinska, který dosáhl významného mocenského postavení v období 40. a 50. let 15. století. Zastával funkce slavonského a chorvatsko-dalmatského bána a krátce před svou násilnou smrtí byl generálním kapitánem (gubernátorem) Uherska. Zemřel jako poslední mužský člen rodu hrabat z Celje.

## Život
Oldřich byl synem hraběte Fridricha II. z Celje a jeho manželky Alžběty z rodu chorvatských Frankopanů. Jeho vliv v záležitostech Uherského království a Svaté říše římské brzy překonal vliv jeho otce, s nímž byl roku 1436 císařem Zikmundem Lucemburským povýšen na říšského knížete. Ačkoli měl jeho rod časté spory s Habsburky, které skončily až v roce 1443 dohodou o vzájemném dědění, pověřil v roce 1439 český král Albrecht Habsburský Oldřicha krátkodobým zastupováním v Čechách po dobu své nepřítomnosti. Po Albrechtově smrti hájil Oldřich zájmy jeho vdovy Alžběty Lucemburské a v roce 1440 předsedal uherské korunovaci jejího tříměsíčního synka Ladislava Pohrobka, jehož byl vzdáleným strýcem.

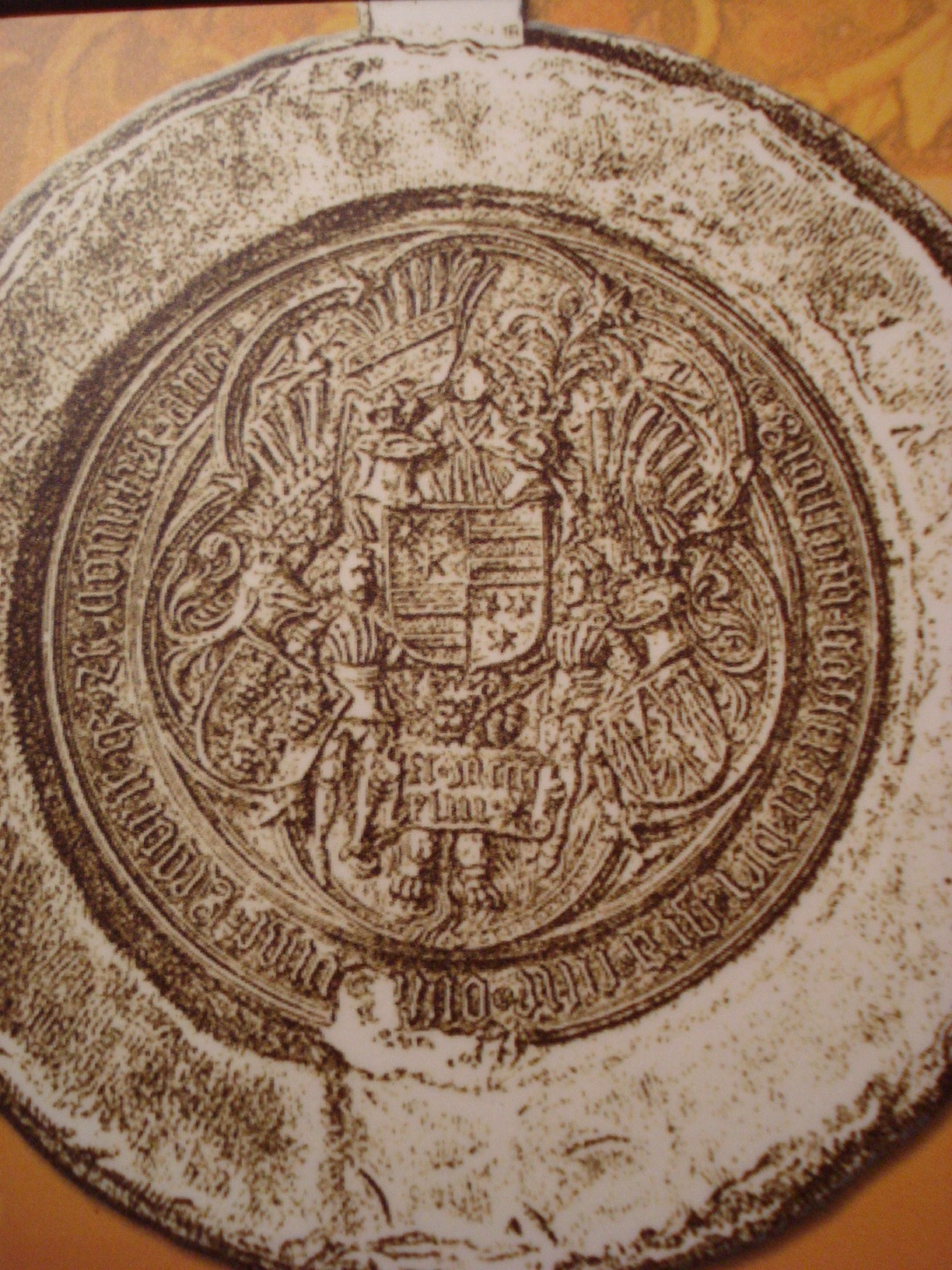
Pečeť Oldřicha Celjského

V roce 1452, když vzbouřené rakouské stavy donutily císaře Fridricha III. Habsburského, aby vydal nezletilého krále do Vídně, byl Ladislav předán Oldřichovi Celjskému, který se tak prakticky ujal vlády v rakouských zemích a zastupoval také Ladislavovy nároky v Uhrách a Čechách. Oldřich byl účasten jednání o Ladislavově příjezdu do Čech a o jeho české korunovaci. Dohody mezi Jiřím z Poděbrad a Oldřichem Celjským uzavřené v dubnu 1453 ve Znojmě předcházely Jiřího cestě za králem do Vídně. Ještě před Ladislavovým odjezdem do Čech byl Celjský od vídeňského dvora vyhnán a jeho postavení zde zaujal Ulrich z Eyczingu. Později, po králově návratu do Vídně, získal své pozice u dvora zpět.
Dlouhodobě byl Oldřich ve sporu s rodinou Hunyadiů. Jan Hunyadi odmítal uznat Oldřichův nárok na Bosnu po smrti krále Tvrtka II., a poté, co se v roce 1446 stal gubernátorem v Uhrách, škodil na Celjského územích v Chorvatsku a Slavonii. Byly činěny pokusy o smíření, mělo být zpečetěno sňatkem jejich dětí, to však zmařila smrt Oldřichovy dcery. Po smrti Jana Hunyadiho v roce 1456 král jmenoval Celjského kapitánem Uherska, kterým byl předtím Hunyadi. Na sněmu ve Futaku vyžadoval Oldřich od Hunyadiho synů splacení dluhů, které údajně měl jejich otec vůči státu. Nakonec bylo dohodnuto, že se Hunyadiové nejprve vzdají všech jim svěřených královských hradů. Začít se mělo s pevností v Bělehradě. Mladý Ladislav Hunyadi vpustil do pevnosti krále a Oldřicha Celjského jen s omezeným doprovodem. Zde byl pak ráno 9. listopadu 1456 Oldřich za nejasných okolností zabit Hunyadiho muži. Králi bylo vysvětleno, že Oldřich byl nepřítel království.
Oldřichovou smrtí vymřela mužská linie hrabat z Celje. Byl pohřben v minoritském kostele Panny Marie v Celje.

## Rodina a majetky
Manželkou Oldřicha Celjského byla Kateřina, dcera srbského despoty Jiřího Brankoviče. Tímto sňatkem se Oldřich stal švagrem osmanského sultána Murada II. Manželé měli několik dětí, všechny však zemřely dříve než jejich rodiče. Dcera Alžběta, která zemřela ve 14 letech, byla snoubenkou (nebo i manželkou) budoucího uherského krále Matyáše Korvína.
Oldřich byl feudálním pánem rozsáhlých oblastí v dnešním Slovinsku, Chorvatsku, Bosně a Rakousku. V Horních Uhrách, tj. na Slovensku, získal v roce 1452 města Košice, Levoču a Bardejov, zabavená Janu Jiskrovi z Brandýsa. V době své smrti držel celkem asi 12 měst a 125 hradů: asi 20 v Korutanech, Kraňsku a Slavonii a zbytek většinou ve Štýrsku. Jeho majetky ve Svaté říši římské zdědil císař Fridrich III., majetky v Uhrách byly vráceny koruně.